# Platycheirus albimanus
Platycheirus albimanus là một loài ruồi trong họ Ruồi giả ong (Syrphidae). Loài này được Fabricius mô tả khoa học đầu tiên năm 1781. Platycheirus albimanus phân bố ở vùng Cổ Bắc giới

## Hình ảnh

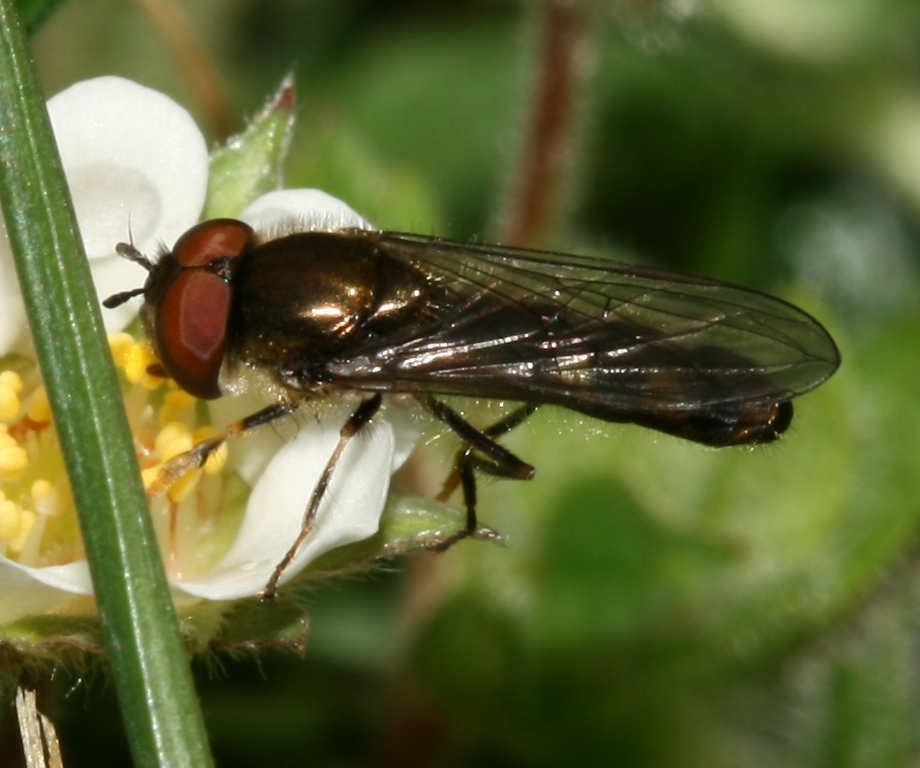
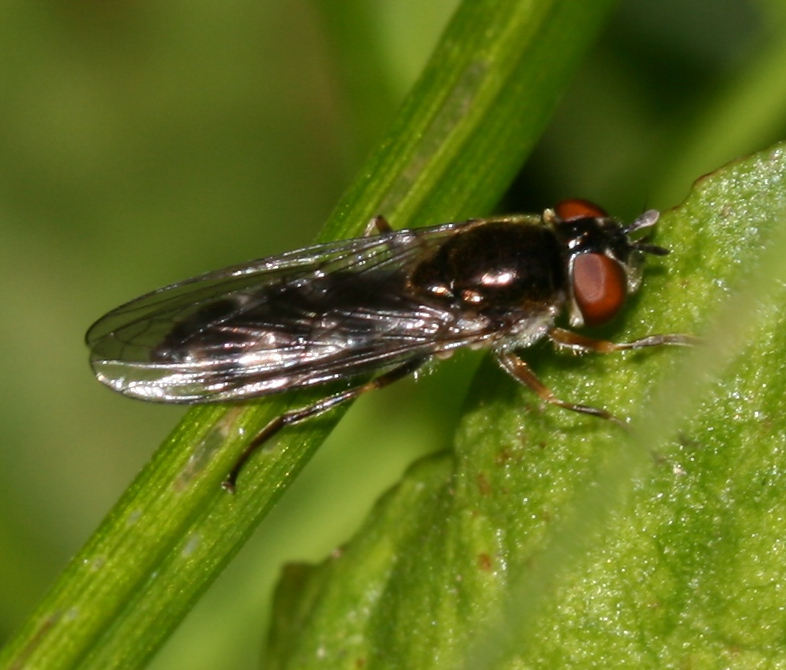
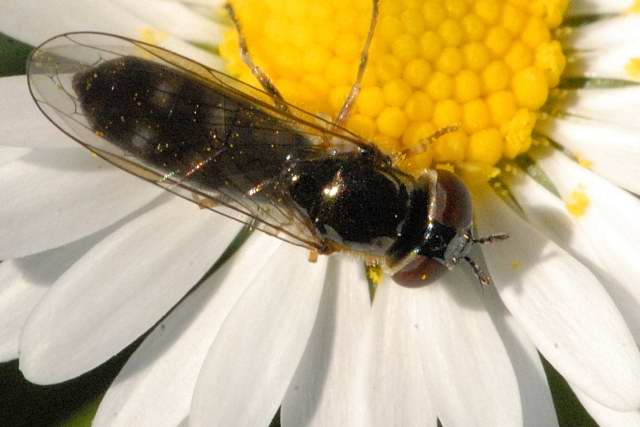